# Libyssa
Libyssa (in greco antico: Λίβυσσα?) o Libysa (Λίβισσα) era una città sulla costa settentrionale del Sinus Astacenus (oggi noto come golfo di İzmit) nell'antica Bitinia, sulla strada da Nicea a Calcedonia, nell'Anatolia nord-occidentale. Nell'antichità era celebre come luogo in cui si trovava la tomba del grande generale cartaginese Annibale,  qui morto suicida nel 183 a.C. Ai tempi di Plinio il Vecchio la città non esisteva più e il luogo era conosciuto solo per il tumulo di Annibale.
Il sito dell'antica Libyssa si trova nel moderno distretto di Gebze, nella provincia di Kocaeli, sulla costa del Golfo di İzmit, vicino alla città di İzmit (l'antica Nicomedia), in Turchia. Atatürk, il padre fondatore della Repubblica di Turchia, ammirava così tanto Annibale da onorarlo con una tomba simbolica vicino al luogo in cui Annibale era morto.